# Begonia groenewegensis
Espèce
Begonia groenewegensis est une espèce de plantes de la famille des Begoniaceae.

## Répartition géographique
Cette espèce est originaire d'Indonésie.